# Tomislav Pejić
Tomislav Pejić (Sovići, 18. rujna 1957. - Subocka kod Novske, 15. prosinca 1991.), hrvatski zagonetač, urednik, publicist, aforist i hrvatski branitelj, pripadnik 151. samoborske brigade HV-a, poginuo u Domovinskom ratu.

## Životopis
Komparativnu književnost diplomirao je 1987. na Filozofskomu fakultetu u Zagrebu s radom Stihovne zagonetke u hrvatskoj književnosti. Objavio je dvije knjige s filmskom tematikom - Filmovnica (1986.) i Oscari, Palme, Lavovi (1988.).
Prvi zagonetački rad, križaljku, objavio je u Skandi Čvoru 1979. Jedan je od osnivača Enigmatskog kluba »Ero« iz Mostara. Surađivao je u svim Čvorovim (Mini Čvor, Čvor križaljka) i Džokerovim listovima, Orbisu, HiK-u, Eureci, Sfingi, Vjesnikovu kvizu, Vikendu, Vjesniku, Glasu Slavonije, Glasu Istre i Samoborskim novinama. Uređivao je Čvorov Pop skandi, zagonetačko-enigmatski bilten ZA i bio jedan od urednika Kviza. Pisao je i stručne članke za Zagonetač.
U Vjesnikovu Kvizu objavljivao je pod pseudonimima Jegor Biriški, Herceg, ViP, Hercog, Igor Briješki, TIP i inima.
Bio je pripadnik 151. samoborske brigade HV-a od 18. rujna pa do pogibije 15. prosinca 1991. u Subockoj kod Novske.

## Spomen
Nositelj Spomenice Domovinskog rata i odlikovan je odličjem reda Zrinski i Frankopan te mu je posmrtno dodijeljen čin stotnika.
Više zagonetki postumno mu je ponovno objavljeno u Kvizoramama.

## Radovi
Urednik je Čvorova Enigmatskog rječnika 6 u dvanaest svezaka (1984. - 1991.)
O aforizmu je skovao sljedeći aforizam: „Aforizam je sazrela misao nas svih – zrelih i zelenih!”
Dvije premetaljke (Džokerova zimska razonoda, 1986.)

CIPELA OD prave kože

sve nevolje zime

izdržati može.
NAVALI snijeg;

obruši se niz padinu,

i osta tu

sve dok zima ne minu.

(rješenje: lavina)